# Astrid Engberg
Astrid Engberg (født 6. marts 1976) var generalsekretær i Red Barnet Ungdom.
Astrid Engberg er uddannet cand.scient.soc fra Roskilde Universitet. Hun var sekretariatsleder i Red Orangutangen fra 2009 til 2013. I 2014 blev hun ansat som projektchef i Red Barnet Ungdom, og i 2018 blev hun national chef i organisationen. I 2019 blev hun konstitueret generalsekretær, og senere samme år blev Astrid Engberg udpeget som generalsekretær i Red Barnet Ungdom. I 2023 forlod hun posten som generalsekretær og stoppede i organisationen.

## Andre hverv
- Medlem af repræsentantskabet i Merkur Andelskasse siden 2014.
- Bestyrelsesmedlem i Børnesagens Fællesråd fra 2015 til 2019.